# Novokaseanivka, Novomîkolaiivka
Novokaseanivka (în ucraineană Новокасянівка) este un sat în comuna Zelene din raionul Novomîkolaiivka, regiunea Zaporijjea, Ucraina.

## Demografie
Componența lingvistică a localității Novokaseanivka
     Ucraineană (79,17%)
     Rusă (16,67%)
     Belarusă (4,17%)
Conform recensământului din 2001, majoritatea populației localității Novokaseanivka era vorbitoare de ucraineană (79,17%), existând în minoritate și vorbitori de rusă (16,67%) și belarusă (4,17%).